# Castillo de Tintagel
El castillo de Tintagel  /tɪnˈtædʒəl/ (en córnico: Dintagel) es una fortificación medieval ubicada en la península de la isla Tintagel adyacente al pueblo de Tintagel (Trevena), al norte de Cornualles en el Reino Unido. El sitio posiblemente estuvo ocupado en el período romano-británico, ya que se han encontrado en la península una serie de artefactos que datan de esa época, pero hasta el momento no se ha demostrado que existiera allí ninguna estructura de la época romana. Fue colonizada durante el período medieval temprano, cuando probablemente era una de las residencias estacionales del rey regional de Dumnonia. Ricardo de Cornualles, quien construyó un castillo en el lugar en el siglo XIII, durante la Plena Edad Media. Posteriormente cayó en mal estado y ruina.
La investigación arqueológica del sitio comenzó en el siglo XIX, cuando se convirtió en una atracción turística, y los visitantes venían a ver las ruinas del castillo de Ricardo. En la década de 1930, las excavaciones revelaron vestigios significativos de un asentamiento de alto estatus mucho más antiguo, que tenía vínculos comerciales con el mundo mediterráneo durante el período tardorromano.  Dos excavaciones realizadas en 2016 y 2017 en el castillo de Tintagel descubrieron los contornos de un palacio del siglo V o principios del VI (el período medieval temprano), con evidencia de escritura y artículos traídos de España y del extremo oriental del mar Mediterráneo. La Unidad Arqueológica de Cornwall  tiene un proyecto de cinco años en este sitio, y se esperaba un informe final para 2021.  Los elementos encontrados en las excavaciones han despertado el interés antes de este informe final, con dos programas de televisión emitidos inicialmente en 2018 o 2019, uno en el Reino Unido por la BBC  y otro en los Estados Unidos por PBS. El castillo tiene una larga asociación con leyendas relacionadas con el Rey Arturo. Esto se registró por primera vez en el siglo XII cuando Godofredo de Monmouth describió a Tintagel como el lugar de la concepción de Arturo en su relato mitológico de la historia británica, Historia Regum Britanniae. Geoffrey contó la historia de que el padre de Arturo, el rey Uther Pendragon, había sido disfrazado por la magia de Merlín para parecerse a Gorlois, duque de Cornualles, el marido de Igraine, la madre de Arturo. 
El castillo de Tintagel ha sido un destino turístico desde mediados del siglo XIX. Propiedad de Guillermo de Gales como parte de las propiedades del Ducado de Cornualles, el sitio está administrado por English Heritage.

## Historia

### Período romano-británico
En el siglo I d. C., el sur de Gran Bretaña fue invadido y ocupado por el Imperio Romano. El territorio del moderno Cornualles fue asignado a la región administrativa romana de civitas Dumnoniorum, llamada así por el grupo tribal británico local a quien los romanos llamaban Dumnonii. En ese momento, este punto del suroeste de Gran Bretaña era "remoto, poco poblado... y por lo tanto tampoco tenía importancia [para las autoridades romanas] hasta que, durante el siglo III d. C., la industria local de estaño atrajo la atención".  Los arqueólogos conocen cinco hitos o marcadores de ruta en Cornualles erigidos en el período romano-británico. Dos de ellos se encuentran en las proximidades de Tintagel, lo que indica que por la localidad pasaba una carretera. 
El historiador y arqueólogo de Cornualles Charles Thomas señaló en 1993: "Hasta ahora, ninguna estructura excavada en la isla Tintagel... puede considerarse un asentamiento del período romano, ya sea campesino nativo o no".  A pesar de esto, se ha desenterrado en el sitio una cantidad de cerámica aparentemente romano-británica, al igual que un bolso de cuero con cordón de estilo romano que contiene diez monedas romanas de baja denominación que datan de los reinados de Tétrico I (270-272) y Constancio II (337–361). Esto sugiere que "a primera vista... o la isla o el área terrestre del castillo posterior (o ambos...) formaron el escenario de habitación del siglo tercero al cuarto", incluso si no se ha encontrado evidencia de ningún edificio que data de este período.  Thomas también señaló que algunos de los hallazgos posrromanos en las excavaciones de 1933-1938 estaban cerca del muro conocido como la Puerta de Hierro que protege el acceso a la meseta desde la cala adyacente. Sugiere que los barcos que traían tales mercancías podrían haber venido a descargar a esta cala en lugar de a la peligrosa playa de Tintagel Haven. 

### Período medieval temprano
El control romano colapsó en el sur de Gran Bretaña tras la caída del Imperio romano de Occidente a principios del siglo V y se dividió en varios reinos diferentes, cada uno con su respectivo jefe o rey. El antiguo distrito romano de civitas Dumnoniorum aparentemente se convirtió en el Reino de Dumnonia, que habría sido gobernado por su propia monarquía durante este período medieval temprano entre los siglos V y VIII. Fue en este contexto regional que continuó el asentamiento en el castillo de Tintagel, con la creación de lo que los arqueólogos conocen como Período II del sitio.  Sin embargo, ha habido cierta disputa entre los arqueólogos sobre para qué se utilizó el sitio de la isla Tintagel en este período. A mediados del siglo XX, se pensaba típicamente que había un monasterio cristiano celta, pero "desde aproximadamente 1980... [esta] tesis... ha... tenido que ser abandonada", y ahora los arqueólogos creyendo que se trataba más bien de un asentamiento de élite habitado por un poderoso señorl o incluso por la realeza dumnonia.
El arqueólogo de Devon Ralegh Radford excavó en el sitio desde 1933 hasta 1938, y fue pionero en la hipótesis de que el castillo de Tintagel había sido un monasterio durante el Período II. Llegó a esta conclusión basándose en algunas similitudes en las estructuras de los elementos medievales tempranos del castillo de Tintagel y el monasterio del siglo VII en el sitio de la abadía de Whitby en Yorkshire.
Sin embargo, los arqueólogos ya no aceptan este punto de vista. En cambio, ahora creen que se trataba de un asentamiento de élite a principios del período medieval que estaba habitado por la realeza de Dumnon y su séquito. El arqueólogo e historiador Charles Thomas creía que no permanecían en Tintagel todo el año sino que se movían: "Un rey típico con su familia, parientes, dependientes, rehenes residentes, funcionarios y seguidores de la corte, y una milicia o guerra privada". La banda (en total, probablemente entre cien y trescientas almas al menos) se movía con su engorroso séquito; al menos, cuando no estaba ocupada con campañas intertribales o repeliendo a invasores y asaltantes. El sitio también se hizo más defendible durante este período con una gran zanja en la entrada de la península, dejando solo un camino estrecho que debía ser atravesado por cualquiera que se acercara a la zona.

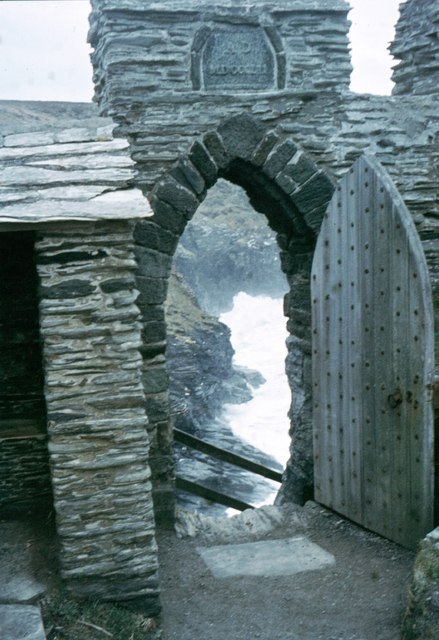
El muro del patio victoriano

En el lugar se han encontrado varios artículos de lujo que datan de esta época, en particular engobe rojo africano y terra sigillata de Focea, que se comercializaban desde el Mediterráneo. Al examinar esta cerámica, Charles Thomas comentó que "la cantidad de cerámica importada de Tintagel [era]... dramáticamente mayor que la de cualquier otro sitio que data aproximadamente de 450 a 600 en Gran Bretaña o Irlanda". Continuando con esto, señaló que la cantidad de cerámica importada de Tintagel era "mayor que el total combinado de toda la cerámica de todos los sitios conocidos [de este período en Gran Bretaña e Irlanda]; y, dado que sólo alrededor del 5 por ciento de Si se ha excavado o examinado la superficie accesible de la isla, el total original de las importaciones bien puede haber sido en una escala de uno o más cargamentos completos, con barcos individuales quizás transportando un cargamento de seiscientas o setecientas ánforas." Esta evidencia lo llevó a creer que Tintagel era un sitio donde atracaban los barcos para depositar su carga desde el sur de Europa en el período medieval temprano.
Las excavaciones arqueológicas realizadas por la Unidad Arqueológica de Cornwall financiadas por English Heritage en 2016 y 2017 en el castillo de Tintagel descubrieron los contornos de un palacio del siglo V o VI, más fragmentos de ánforas y pizarras con escritura, disipando la noción de que nadie sabía leer y escribir en esta época posterior al colapso del Imperio Romano. Se espera que el proyecto de cinco años finalice y publique un informe en 2021.  Un hallazgo se describe brevemente en un artículo, English Heritage lo exhibió en el sitio.  Los hallazgos han despertado mucho interés por sus implicaciones sobre la Edad Media en Cornualles después del colapso del Imperio Romano. El sitio de excavación se describe en un programa de televisión con nuevas teorías sobre la Gran Bretaña medieval temprana que se emitió por primera vez en los Estados UNidos. en 2019. BBC Two emitió un documental en 2018 sobre los hallazgos en el sitio.

### Período medieval tardío y períodos modernos tempranos

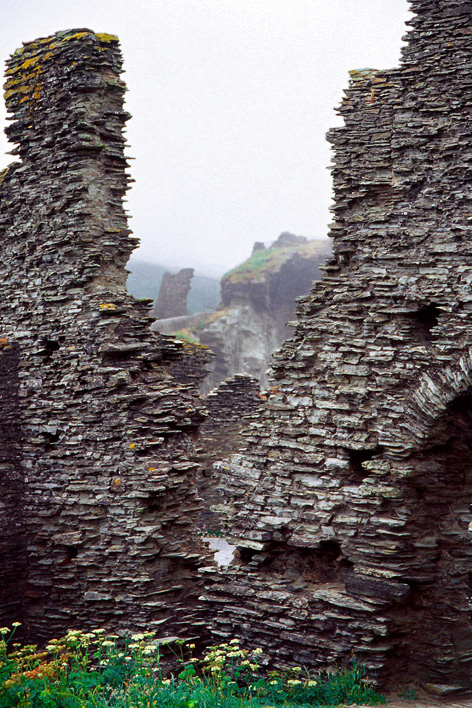
Ruinas del castillo en 2005

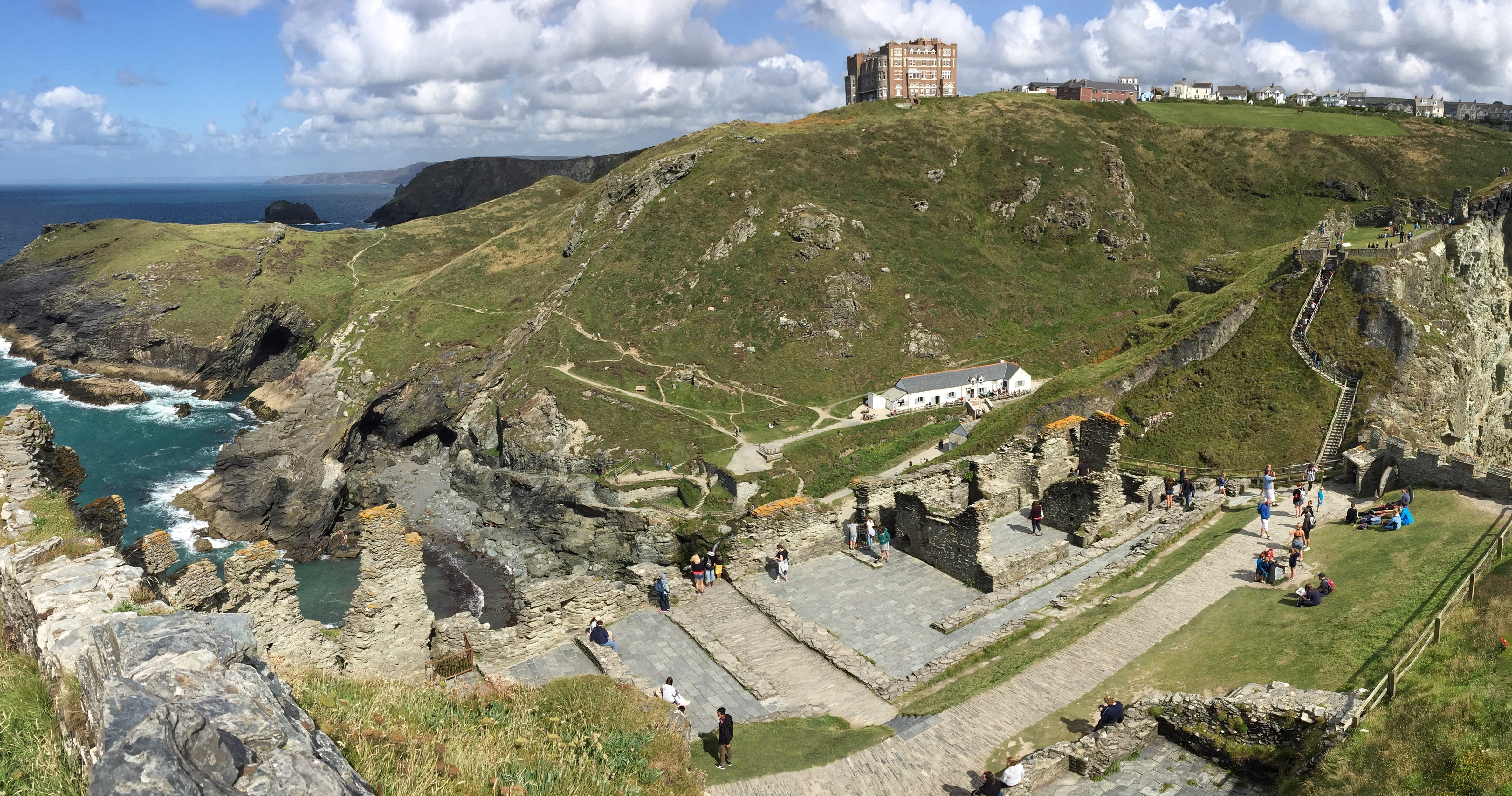
Restos del castillo de Tintagel del en 2016

En 1225, Ricardo, primer conde de Cornualles, negoció con Gervase de Tintagel, intercambiando las tierras de Merthen (originalmente parte de la mansión de Winnianton) por el castillo de Tintagel. Ricardo construyó un castillo en el lugar en 1233 para establecer una conexión con las leyendas artúricas que Godofredo de Monmouth asoció con el área  y porque era visto como el lugar tradicional de los reyes de Cornualles. El castillo fue construido en un estilo para que pareciera más antiguo. Sin embargo, la datación del período del conde Richard ha reemplazado la interpretación de Ralegh Radford que atribuyó los elementos más antiguos del castillo al conde Reginald de Dunstanville y los elementos posteriores al conde Richard. Sidney Toy sugiere un período anterior de construcción en: de castillos: Castles: a short history of fortifications from 1600 B.C. to A. D. 1600 (Londres: Heinemann, 1939).
John Holland, primer duque de Exeter, fue nombrado alguacil del castillo de Tintagel en 1389. Después de Ricardo, los siguientes condes de Cornualles no estaban interesados en el castillo, y quedó en manos del Alto Sheriff de Cornualles. Partes del alojamiento se utilizaron como prisión y el terreno se alquiló como apacentadero. El castillo se volvió más ruinoso y el techo del gran salón fue retirado en la década de 1330. A partir de entonces, el castillo fue cada vez más ruinoso y se produjeron daños progresivos por la erosión del istmo que lo unía con la tierra firme. John Leland lo visitó a principios de la década de 1540 y descubrió que un puente improvisado de troncos de árboles daba acceso a la isla. Inglaterra estuvo amenazada por una invasión de España en la década de 1580, y las defensas se fortalecieron en la Puerta de Hierro. La mansión de Tintagel estuvo entre las confiscadas por el gobierno de la Mancomunidad de Inglaterra en la década de 1650 como propiedad del Ducado de Cornualles, y regresó al Ducado tras la Restauración de 1660. El alquiler de pastos para ovejas continuó hasta el siglo XIX.

### SiglosXIXyXX
Existió una fascinación por las leyendas artúricas durante la época victoriana, y las ruinas del castillo se convirtieron en un destino turístico. El pueblo actual de Tintagel se conocía como Trevena hasta la década de 1850, cuando la oficina de correos consideró conveniente utilizar el nombre de la parroquia en lugar del nombre del pueblo. Tintagel es sólo el nombre del promontorio; Tintagel Head en sí es el extremo suroeste de Castle Island y las ruinas del castillo están en parte en la "isla" y en parte en el continente contiguo. La cabecera de la isla que apunta al mar es Pen Diu (en córnico: Penn Du, "Cabeza Negra").

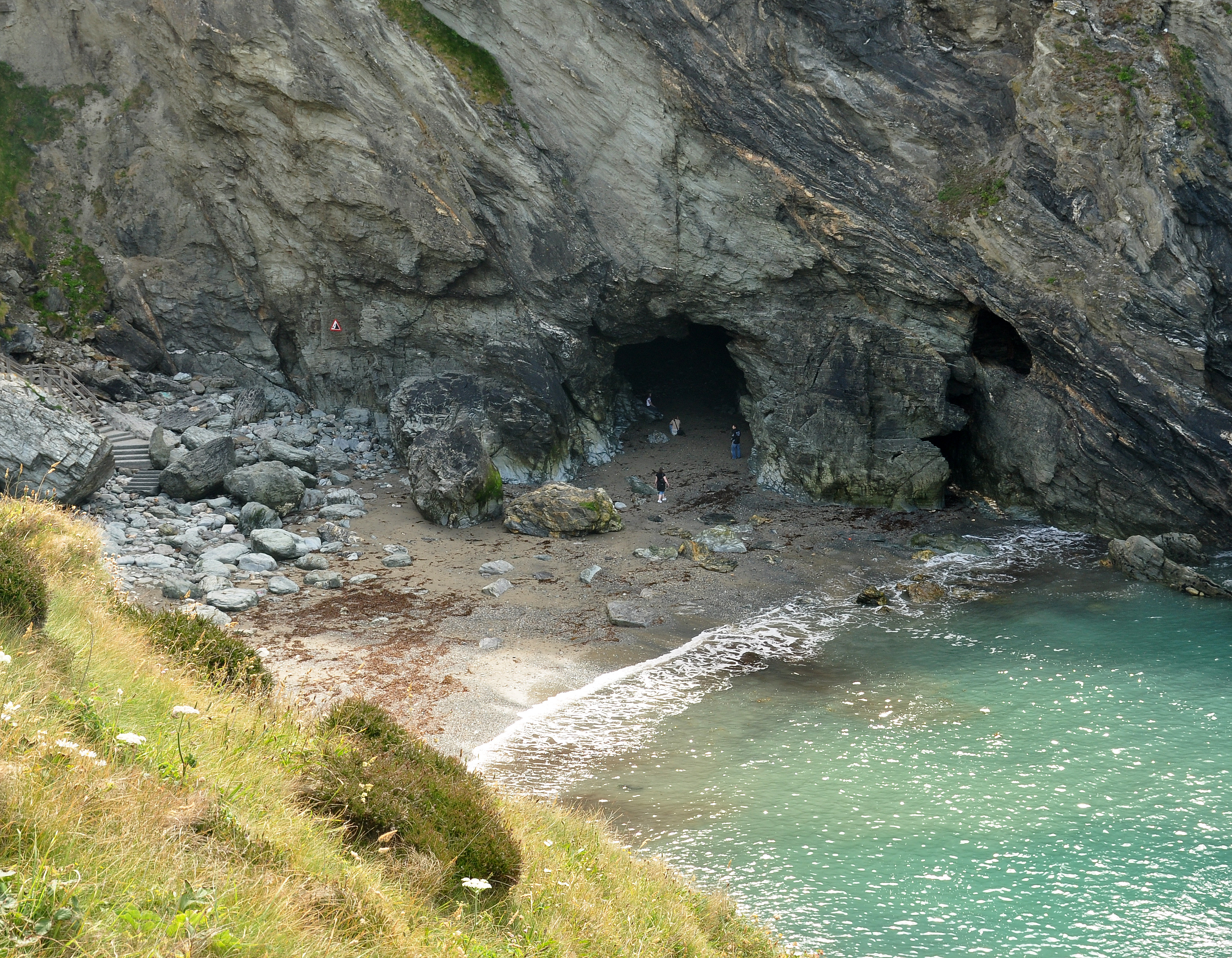
La entrada de la cueva durante la marea baja.

El reverendo R. B. Kinsman (muerto en 1894) fue alguacil honorario y construyó el muro del patio y se contrató a un guía para conducir a los visitantes al castillo. Hasta su época, los pasos a ambos lados del istmo eran inseguros, aunque los que pastaban ovejas podían llegar a la meseta. A partir de 1870 se explotó durante un breve período una mina de plomo cerca de la cueva de Merlín (Merlin's Cave). En el siglo XX, el sitio fue mantenido por la Oficina de Obras y sus sucesores (a partir de 1929). En 1975, se mejoró el acceso a través del istmo mediante la instalación de un puente de madera.
A finales del siglo XIX y principios del XX no se había excavado nada excepto la capilla, por lo que se dieron vigencia a ideas como que el jardín era un cementerio y que la llamada Huella del Rey Arturo era un lugar para que el Rey Arturo saltara a tierra firme. La Huella del Rey Arturo es un hueco en la roca en el punto más alto del lado sur de la isla. No es del todo natural, ya que en algún momento fue moldeada. Es posible que se haya utilizado para la toma de posesión de reyes o jefes.
En 1999, hubo cierta controversia con respecto al castillo de Tintagel y otros sitios en Cornualles bajo la administración de English Heritage. Los miembros del grupo de presión Revived Cornish Stannary Parliament eliminaron varios carteles porque se oponían al uso del nombre "English Heritage", afirmando que Cornwall es legítimamente una nación en sí misma. Tres hombres involucrados en la eliminación de los carteles fueron condenados durante un año a pagar 500 libras esterlinas cada uno y a pagar a English Heritage una compensación de 4.500 libras esterlinas.

### SigloXXI
Durante tres meses entre 2015 y 2016, el artista Peter Graham esculpió un rostro barbudo de un pie de alto que representaba a Merlín en una roca cerca de la Cueva de Merlín (después de su mención en Los idilios del rey de Tennyson). Esto se hizo como parte de un proyecto de English Heritage para "reimaginar la historia y las leyendas de Tintagel en toda la isla".  El proyecto también incluyó una escultura de brújula que hace referencia a la Mesa Redonda y una estatua de bronce de 2,4 metros de altura llamada "Gallos", de Rubin Eynon. "Gallos" significa poder en Cornualles y su significado es deliberadamente ambiguo, ya que la estatua podría representar el pasado real más antiguo del Rey Arturo o Tintagel. Un concejal local acusó a English Heritage de degradar la arqueología y el paisaje del sitio, aunque muchos habitantes locales están contentos con la imagen.  Los planes para una pasarela de acero en voladizo para unir la isla Tintagel y el continente, diseñada (por Ney & Partners y William Matthews Associates) para evocar la espada de Arturo, se aprobaron en 2017, y el puente se abrió al público el 11 de agosto de 2019. La pasarela del castillo de Tintagel recibió el premio RIBA South West 2021, y fue finalista del premio Stirling  de 2021.

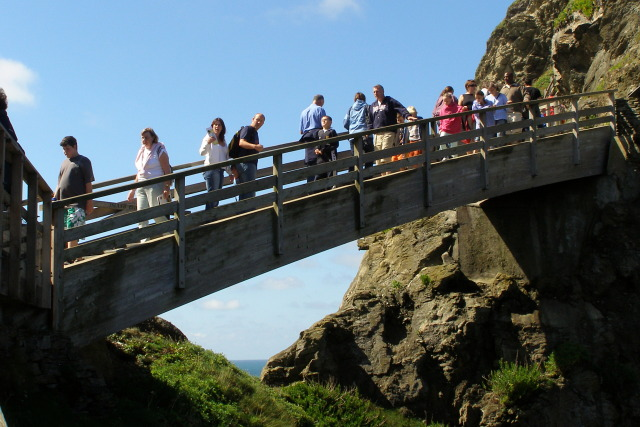
Pasarela a la Isla en 2008

Tintagel es una de las cinco principales atracciones de English Heritage, con alrededor de 200.000 visitantes al año y hasta 3.000 por día en la temporada alta de verano. Según cifras publicadas por la Asociación de atracciones turísticas líderes, 154.996 personas visitaron el castillo  en 2019.
El castillo de Tintagel fue uno de los seis identificados por English Heritage en septiembre de 2022 como en riesgo de destrucción debido a la erosión costera, cuyo ritmo, según dijeron, había empeorado en los últimos años debido a la subida del nivel del mar y las frecuentes tormentas. Históricamente, partes del complejo del Castillo de Tintagel han caído al mar, pero en 2022, la erosión había llegado al frente del centro de visitantes y partes de un sendero costero y un área de observación habían caído al mar.
En septiembre de 2022, English Heritage lanzó una campaña de recaudación de fondos para proteger y fortalecer el castillo (y los otros cinco sitios en riesgo). 

## Leyendas artúricas

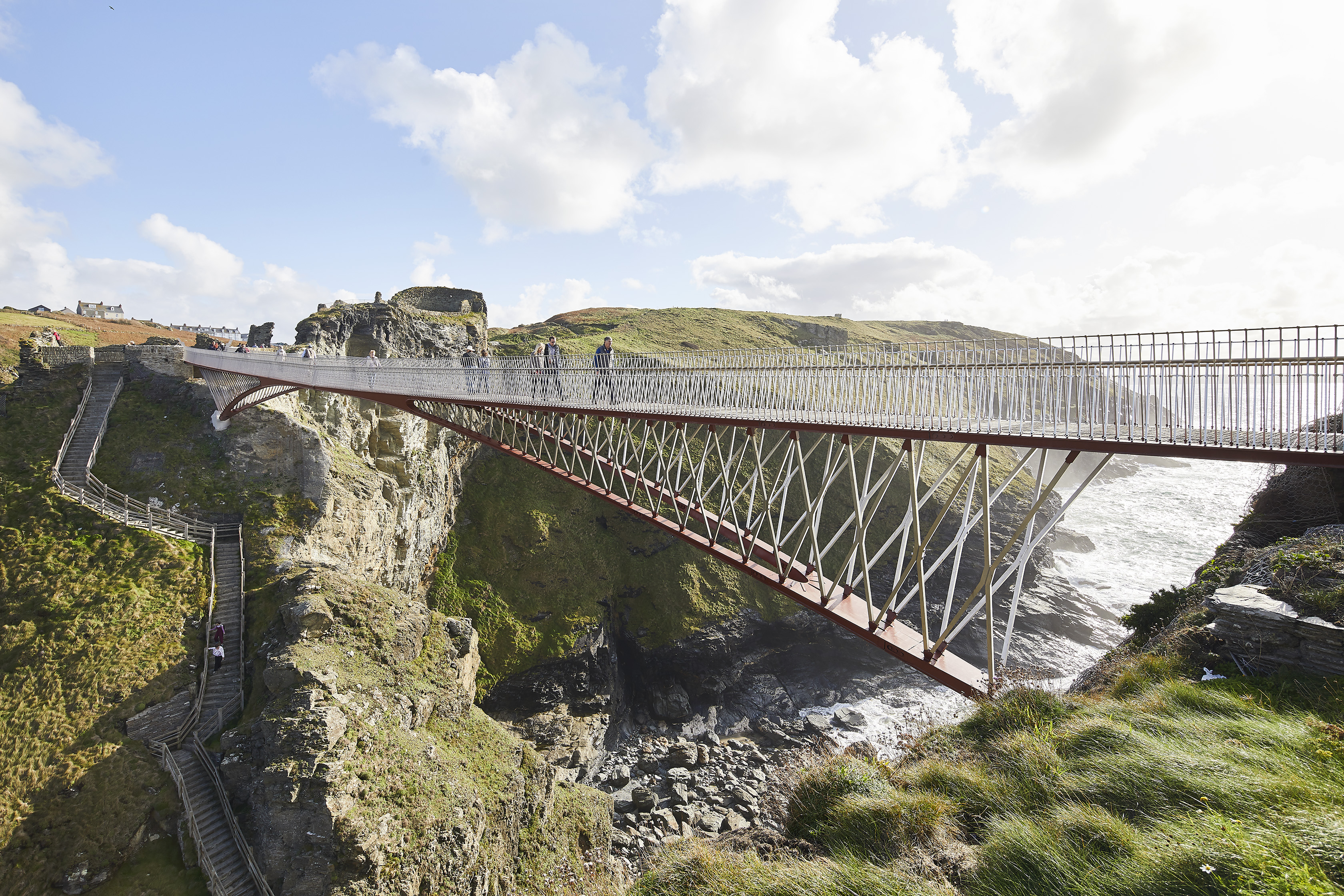
Pasarela a la Isla en 2019

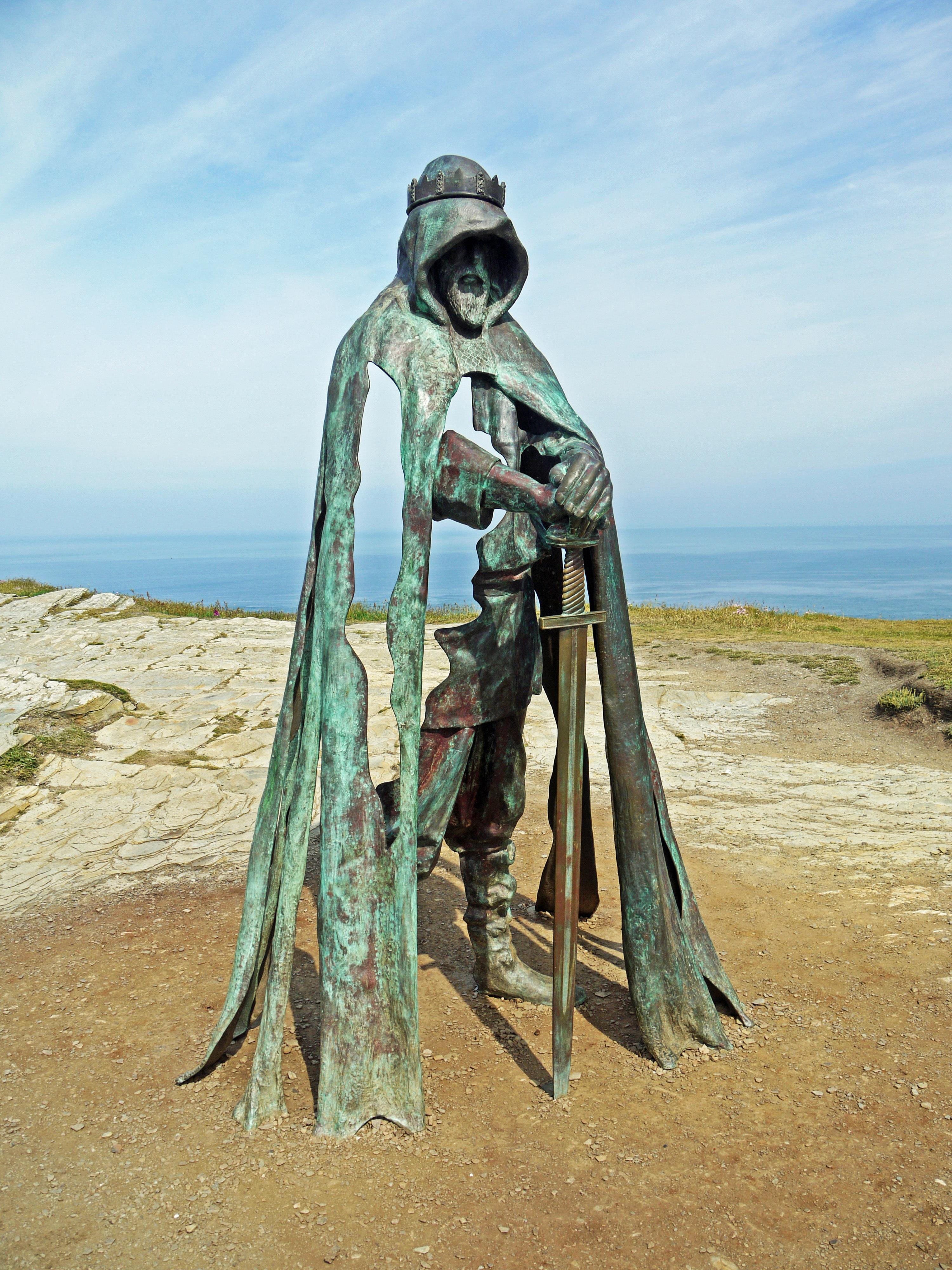
Estatua de Gallos en Tintagel

El castillo tiene una larga asociación con las leyendas artúricas. El galés Godofredo de Monmouth lo asoció por primera vez con el rey Arturo en su libro Historia Regum Britanniae ("Historia de los reyes de Gran Bretaña"), escrito alrededor de 1135-1138, que incluye un relato detallado de la leyenda. Según Geoffrey y la leyenda, el padre de Arturo era Uther Pendragon, el rey de toda Gran Bretaña. Fue a la guerra contra Gorlois, el duque de Cornualles, para capturar a Igraine, la esposa de Gorlois, de quien Uther se había enamorado. Gorlois se defendió de los ejércitos de Uther en su fuerte de Dimilioc, pero envió a Igraine a permanecer a salvo dentro del castillo de Tintagel, que era su refugio más seguro, según la leyenda y la Historia Regum Britanniae. Úter asedia a Dimilioc y le dice a su amigo Ulfino cuánto ama a Igraine, pero Ulfino responde que sería imposible tomar Tintagel, porque "está justo al lado del mar y rodeado por el mar por todos lados; y no hay otra manera de entrar". excepto el proporcionado por un estrecho pasaje rocoso, y allí, tres guerreros armados podrían impedir toda entrada, incluso si tomas tu posición con toda Gran Bretaña detrás de ti". La historia de Geoffrey de Monmouth continúa explicando cómo se convoca al mago Merlín y cómo cambia mágicamente la apariencia de Uther a la de Gorlois para ayudarlos a ingresar al castillo, al mismo tiempo que cambia su apariencia y la de Ulfin a las de dos de los compañeros de Gorlois. Disfrazados así, pueden entrar en Tintagel, donde Uther va a Igraine, y "esa noche fue concebido el más famoso de los hombres, Arturo".
La Historia de Geoffrey menciona el castillo de Tintagel como el lugar de la concepción de Arturo, pero "en ninguna parte afirma que Arturo nació en Tintagel, o que alguna vez visitó el lugar en su vida posterior, o que en ningún sentido la fortaleza pasó a ser de su propiedad cuando era rey. " Sin embargo, la leyenda y el libro continuaron volviéndose enormemente populares, extendiéndose por Gran Bretaña en el período medieval tardío, cuando se produjeron más textos artúricos, muchos de los cuales continuaron propagando la idea de que el propio Arturo nació en Tintagel. Ahora hay un sendero desde el sitio hasta el castillo de Cadbury en Somerset llamado Arthur's Way.
Sin embargo, muchos siguen argumentando en contra de estas leyendas. Por ejemplo, el arqueólogo C. A. Ralegh Radford se negó a creer en la leyenda y en todas las asociaciones, declarando en 1935 que "aún no se ha encontrado evidencia concreta alguna que respalde la conexión legendaria del Castillo con el Rey Arturo".  Charles Thomas, especialista en historia de Cornualles, no pudo encontrar vínculos sólidos, principalmente porque las leyendas e historias sólo se transmitían oralmente durante este período. Thomas declaró en 1993 que "simplemente no existe una conexión atestiguada de forma independiente en el folclore temprano de Cornualles que ubique a Arthur, a cualquier edad o en cualquier capacidad, en Tintagel".  Muchos otros no están de acuerdo, sosteniendo que la figura legendaria habría sido esencialmente un líder británico de la Alta Edad Media, involucrado en la lucha contra los anglosajones migratorios que se estaban asentando en Gran Bretaña en ese momento. La piedra de Artognou fue encontrada en Tintagel con la inscripción PATERN[--] COLI AVI FICIT ARTOGNOU, y algunos han afirmado que proporciona evidencia de un Arturo histórico,  pero la mayoría de los historiadores rechazan este punto de vista. 
Tintagel fue utilizado como lugar para el mito artúrico por el poeta Alfred Tennyson en el poema Idilios del rey. La ilustración poética de Letitia Elizabeth Landon de 1832, Una leyenda del castillo de Tintagel, de un grabado de una pintura de Thomas Allom es otra variación de la historia de Lancelot y Elaine. Tristram of Lyonesse de Algernon Charles Swinburne es una versión literaria de la leyenda de Tristán e Isolda en la que algunos acontecimientos se desarrollan en Tintagel. La famosa tragedia de la reina de Cornualles en Tintagel en Lyonnesse, de Thomas Hardy, una obra de un acto que se publicó en 1923, es otra versión de la misma leyenda con acontecimientos ambientados en Tintagel (el libro incluye un dibujo imaginario del castillo de Tintagel en esa época). 

## Excavaciones

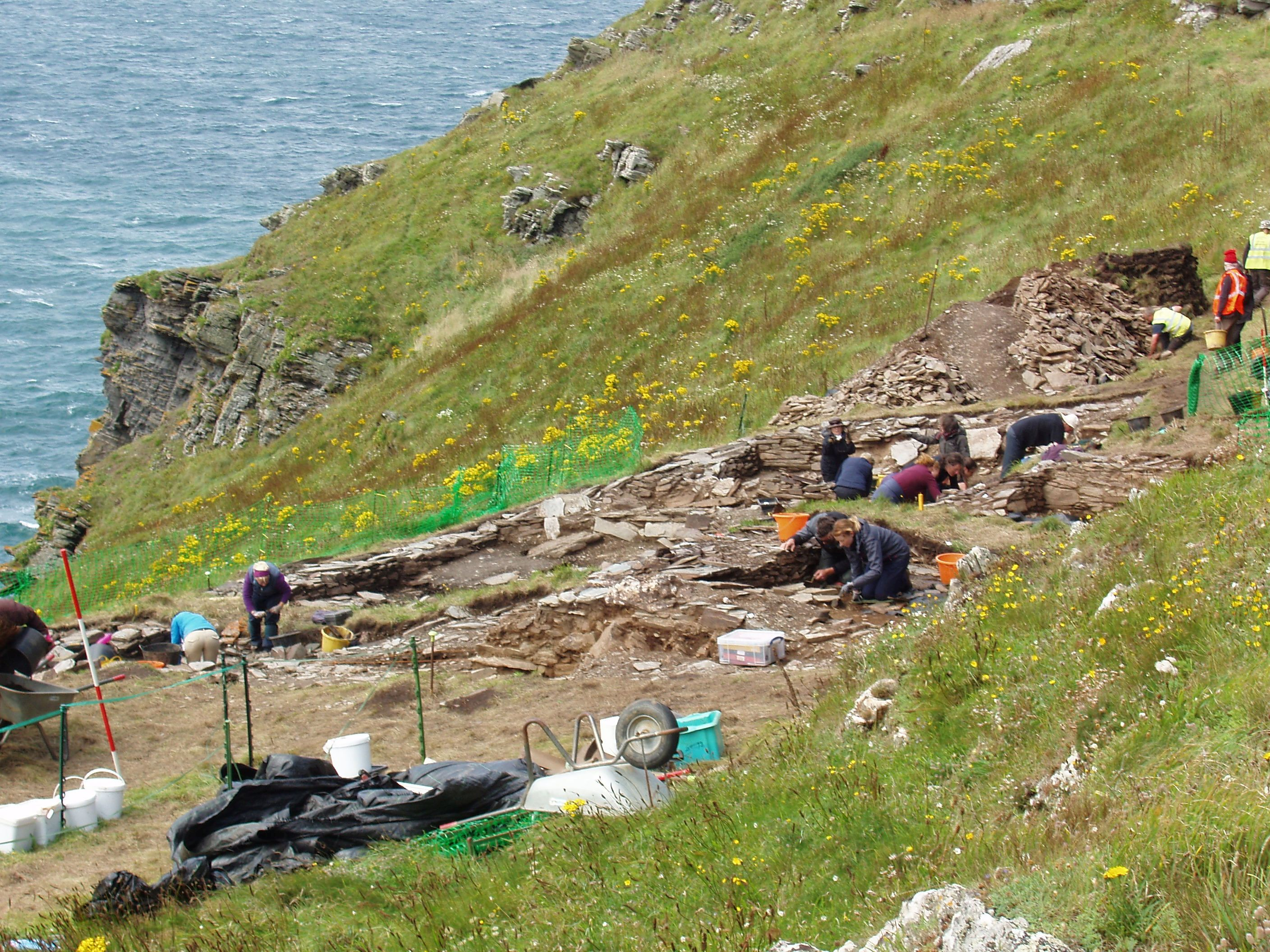
Excavación en agosto de 2017.

En la década de 1930, comenzó una excavación arqueológica en el sitio, para la cuale la Oficina de Obras de HM contrató al arqueólogo de Devon Courtenay Arthur Ralegh Radford (1900-1999) para trabajar como director del sitio. Había trabajado como inspector de monumentos antiguos en Gales y Monmouthshire desde 1929 y 1934, y desde 1936 fue director de la Escuela Británica en Roma. La excavación comenzó en 1933, y en 1935 Ralegh Radford escribió un informe provisional y una guía titulada Tintagel Castle, publicada por HM Stationery Office. Los excavadores emplearon a antiguos trabajadores de la cantera (la última cantera del acantilado de Tintagel se cerró en 1937) que trabajaron bajo la dirección de un capataz capacitado. Se les ordenó limpiar el terreno de la isla, siguiendo y exponiendo cualquier muro que encontraran y guardando cualquier hallazgo.  Las excavaciones cesaron en 1939 debido al estallido de la Segunda Guerra Mundial. Se requirió que Radford participara en el esfuerzo bélico en el extranjero, y muchos de los informes originales del sitio fueron destruidos cuando la Luftwaffe bombardeó su casa en Exeter durante el conflicto. 
A mediados de la década de 1980, un incendio en la isla Tintagel provocó una erosión considerable de la capa superior del suelo, y se pudieron ver muchos más cimientos de edificios que los registrados por Ralegh Radford.  En 1998, se descubrió allí la " piedra de Artognou ", una piedra de pizarra con una inscripción grabada en latín, lo que demuestra que la alfabetización latina sobrevivió en esta región después del colapso de la Gran Bretaña romana. 
Las excavaciones durante los veranos de 2016 y 2017 encontraron restos de varias estructuras de la Edad Media, incluidos edificios bien construidos de tamaño relativamente grande que datan de los siglos V y VI,  con hallazgos de cerámica y vidrio que indican que las personas que vivieron en Tintagel pertenecían a una clase alta,  bebían vino importado del Mediterráneo oriental y utilizaban vasijas de comida del norte de África y de Galia.  En 2017, los arqueólogos descubrieron en el castillo una repisa de ventana de pizarra del siglo VII con una mezcla de palabras, nombres y símbolos en latín, griego y celta.